# ملا محمود الفاروقي الجونفوري
ملا محمود الفاروقي الجونفوري العمري (993 - 1062 هـ / 1585 - 1652 م) هو فيلسوف وباحث، من أهل جونفور، بالهند، شرقي دهلي.
هو محمود بن محمد الفاروقي الجونفوري، ويقال له الملا محمود. مولده ووفاته بجونفور. قال صاحب سبحة المرجان: «لم يظهر في الهند مثل الفاروقيين: أحدهما في علم الحقائق، وهو الشيخ أحمد السرهندي، والثاني في علوم الحكمة والأدب، وهو ملا محمود».

## آثاره
من آثاره: «الشمس البازغة أو الحكمة البالغة» و «حرز الإيمان» و «الفرائد» وهو شرح لكتاب «الفوائد الغياثية» للعضد الإيجي و «الدوحة الميادة» ورسالة في «أقسام النساء» وله «ديوان شعر» بالفارسية.